# As Sawma'ah (huyện)
Huyện As Sawma'ah là một huyện thuộc tỉnh Al Bayda', Yemen. Đến thời điểm năm 2003, huyện này có dân số 44873 người